# Skwer Leśników Polskich w Siedlcach
Skwer Leśników Polskich – skwer położony w centralnej części Siedlec w dzielnicy Śródmieście. Znajduje się obok parku miejskiego między ulicami Wiszniewskiego, Prusa i Kazimierzowską.
Na skwerze znajdują się ścieżki z ławkami, górka oraz pomnik jubileuszu 90-lecia Lasów Państwowych. Obok znajdują się dwa przystanki autobusowe oraz plac treningowy jazdy konnej Uniwersytetu w Siedlcach.

## Historia
Początkowo skwer nie miał żadnej nazwy, a mieszkańcy potocznie nazywali plac „terenami zielonymi przy ul. Wiszniewskiego” bądź „przy amfiteatrze". W 1965 r. wybudowano tu amfiteatr. W 2015 r. na skwerze postawiono pomnik upamiętniający 90 lat Lasów Państwowych w Siedlcach.
W 2019 r. amfiteatr na skwerze nie został dopuszczony do użytkowania przez inspektora nadzoru budowlanego i od tamtej pory pozostawał zamknięty. Decyzja spowodowana była brakiem większych remontów przez 50 lat istnienia amfiteatru, budynek zagrażał bezpieczeństwu widzów oraz groził zawaleniem.
W 2023 r. podjęto decyzję o wyburzeniu amfiteatru z uwagi na nieopłacalność jego remontu. 21 sierpnia 2023 r. ruszyły prace rozbiórkowe.
29 sierpnia 2024 r. skwer otrzymał oficjalną nazwę „Skwer Leśników Polskich”, a 11 września odbyła się uroczystość 100-lecia Lasów Państwowych w Siedlcach.
W lipcu 2025 r. ogłoszono przetarg na budowę nowego amfiteatru. Nowy obiekt ma powstać w dawnym miejscu, posiadać zadaszenie oraz widownię na 1500 miejsc. Kwota przewidziana na wykonanie zadania to 230 tys. złotych.

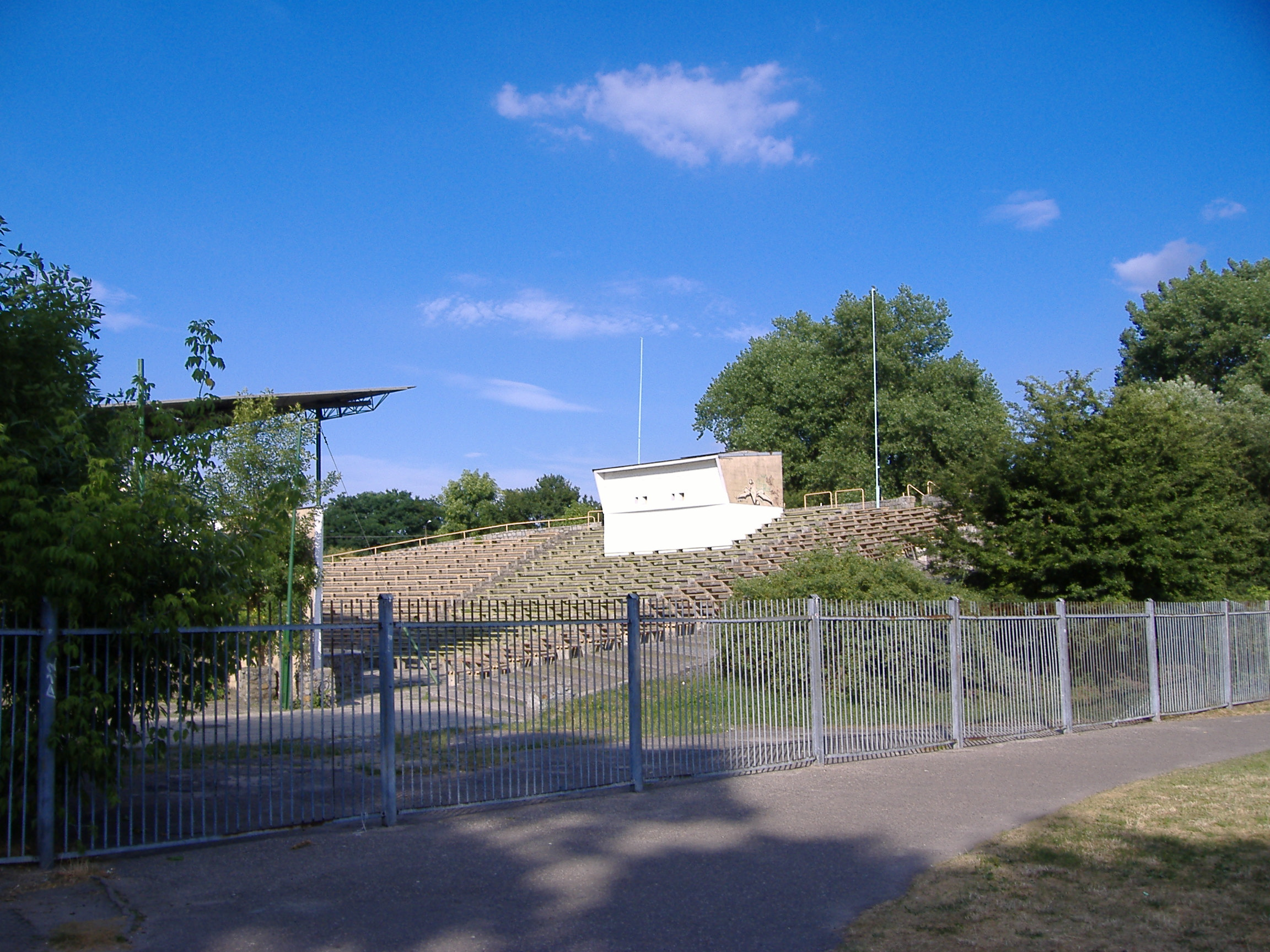
Amfiteatr na skwerze w 2005 r.
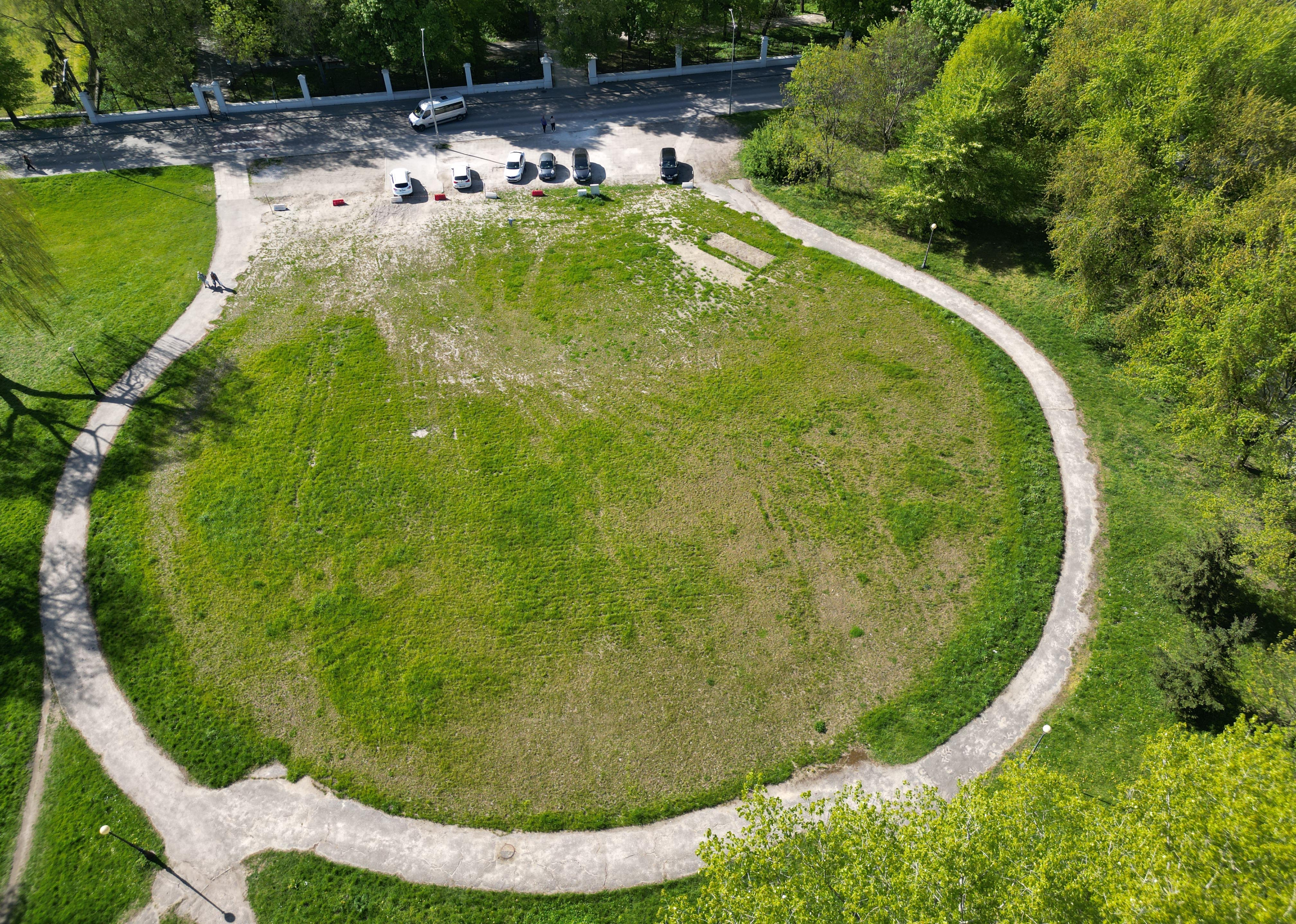
Plac po wyburzonym amfiteatrze